# Based on a T.R.U. Story
Based on a T.R.U. Story je debutové studiové album amerického rappera 2 Chainz, vydané 14. srpna 2012 u nahrávací společnosti Def Jam Recordings.

## O Albu
Jde o první sólo debutové album rappera 2 Chainz, který dříve pod jménem Tity Boi vystupoval v duu Plazay Circle, s kterým vydal dvě alba. O vydání alba bylo rozhodnuto po úspěchu nezávislého sólo mixtapu s názvem T.R.U. REALigon, který byl vydán roku 2011 a následně díky úspěchu písní "Mercy" od Kanye West & GOOD Music a "Beez In the Trap" od Nicki Minaj.
Původně mělo album nést název T.R.U. 2 My REALigion, ale nakonec byl změněn na Based on a T.R.U. Story.

### Singly
Prvním singlem byla píseň "No Lie" (ft. Drake). Ten se umístil na 24. příčce US žebříčku Billboard Hot 100 a na prvních pozicích Hot R&B/Hip-Hop Songs a Hot Rap Songs. Singl získal zlatou certifikaci od společnosti RIAA za 500 tisíc prodaných kusů v USA.
Druhým singlem byla píseň "Birthday Song" (ft. Kanye West). Ta se dostala na 47. místo žebříčku Billboard Hot 100.
Třetím singlem se stala píseň "I'm Different", která se vyšplhala na 27. příčku.
Po vydání se do žebříčku Hot 100 dostala i píseň "Yuck!" (ft. Lil Wayne). Umístila se na 80. příčce, o singl však nejde.

## Po vydání
Album předčasně uniklo na internet 8. srpna 2012, i přesto se v první týden prodeje v USA prodalo 147 000 kusů, a tím se umístilo na prvních příčkách žebříčků Billboard 200, Top R&B/Hip-Hop Albums a Rap Albums. V prosince 2012 americká asociace RIAA udělila albu certifikaci zlatá deska za 500 000 prodaných kusů. Celkem se v USA prodalo 588 000 kusů.

## Seznam skladeb
| Pořadí | Název                                      | Hudba                                            | Délka |
| ------ | ------------------------------------------ | ------------------------------------------------ | ----- |
| 1.     | Yuck! (ft. Lil Wayne)                      | StreetRunner, Matthew Burnett                    | 4:47  |
| 2.     | Crack                                      | Southside                                        | 4:32  |
| 3.     | Dope Peddler                               | Bangladesh                                       | 3:28  |
| 4.     | No Lie (ft. Drake)                         | Mike Will, Marz (co.)                            | 3:57  |
| 5.     | Birthday Song (ft. Kanye West)             | Sonny Digital, Kanye West (co.), B Wheezy (co.)  | 5:06  |
| 6.     | I’m Different                              | DJ Mustard                                       | 3:27  |
| 7.     | Extremely Blessed (ft. The-Dream)          | The-Dream                                        | 4:05  |
| 8.     | I Luv Dem Strippers (ft. Nicki Minaj)      | YoungStarr Beatz, Marvel Hitz, Megatron Holdings | 3:59  |
| 9.     | Stop Me Now (ft. Dolla Boi)                | Kenoe, Got Koke                                  | 4:37  |
| 10.    | Money Machine                              | Drumma Boy                                       | 4:43  |
| 11.    | In Town (ft. Mike Posner)                  | Mike Posner, Lil' Ronnie                         | 3:26  |
| 12.    | Ghetto Dreams (ft. Scarface & John Legend) | Carlos "6 July" Broady                           | 3:43  |
| 13.    | Wut We Doin? (ft. Cap1)                    | Mike Will, Marz (co.)                            | 4:25  |

| Deluxe Edition | Deluxe Edition              | Deluxe Edition  | Deluxe Edition |
| Pořadí         | Název                       | Hudba           | Délka          |
| -------------- | --------------------------- | --------------- | -------------- |
| 14.            | Countdown (ft. Chris Brown) | AC Burrell & PK | 3:51           |
| 15.            | Like Me (ft. The Weeknd)    | Million $ Mano  | 3:49           |
| 16.            | I Feel Good                 | Don Cannon      | 2:21           |
| 17.            | Riot                        | DJ Spinz        | 2:47           |

## Mezinárodní žebříčky
| Země                     | Umístění |
| ------------------------ | -------- |
| Kanada                   | 7        |
| US Billboard 200         | 1        |
| US Billboard R&B/Hip-Hop | 1        |
| US Billboard Rap         | 1        |